# Список дипломатических миссий Боснии и Герцеговины

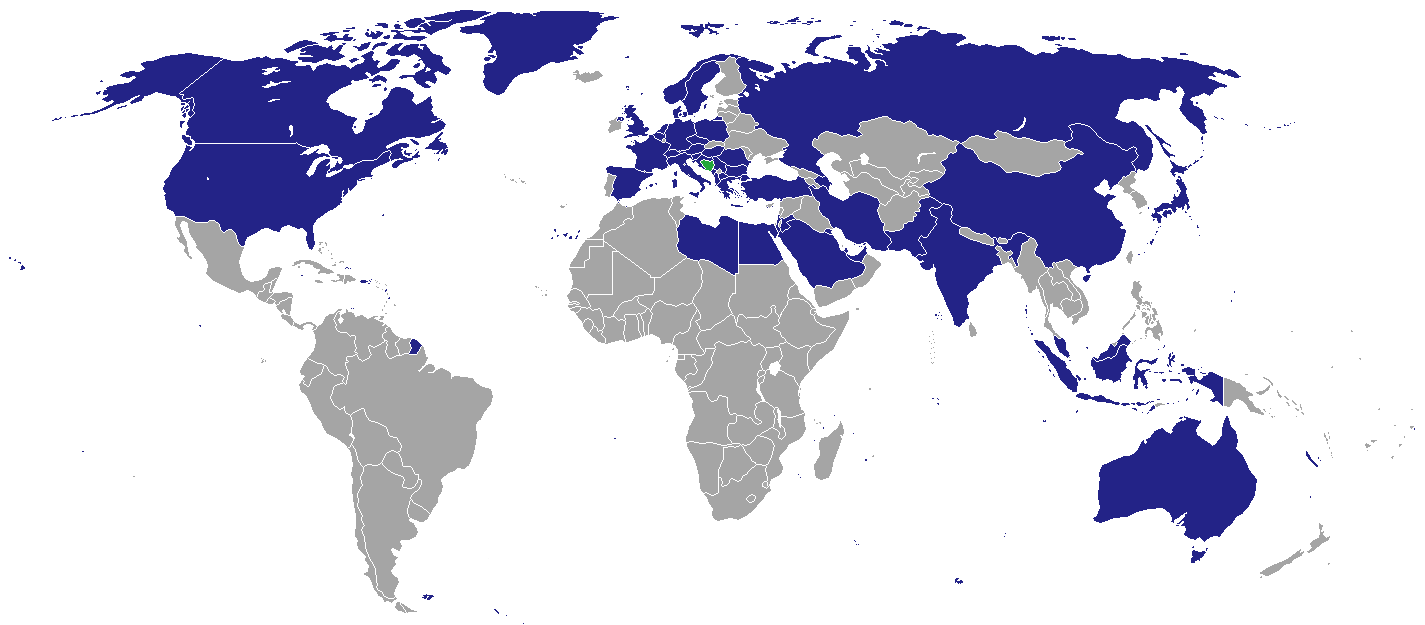

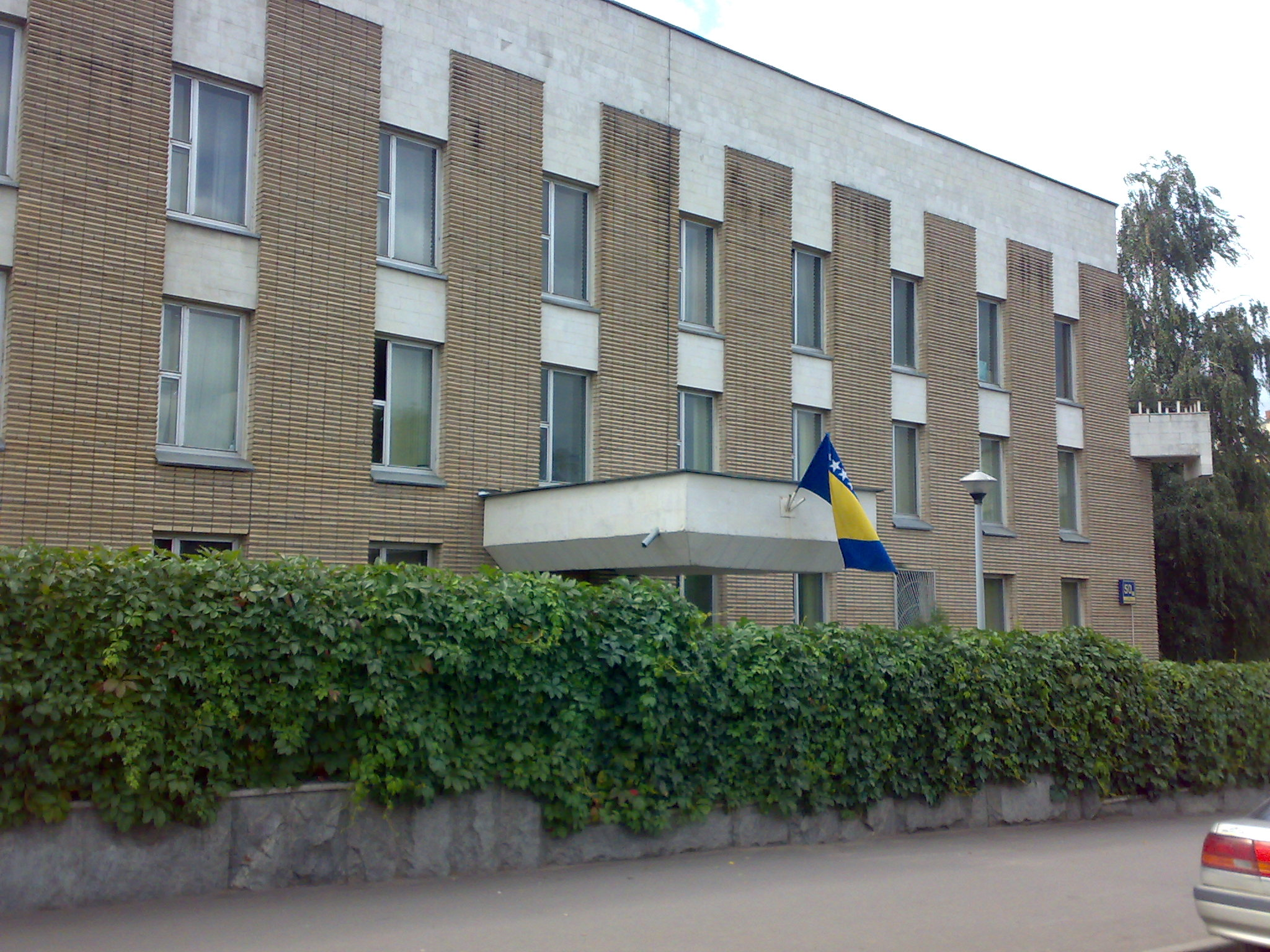
Посольство Боснии и Герцеговины в Москве

Список дипломатических миссий Боснии и Герцеговины — дипломатические представительства Боснии и Герцеговины расположены преимущественно в странах Западной и Южной Европы, а также в мусульманских странах.

## Европа
- Вена (посольство)
- Брюссель (посольство)
- София (посольство)
- Ватикан (посольство)
- Лондон (посольство)
- Берлин (посольство)
  - Мюнхен (генеральное консульство)
  - Штутгарт (генеральное консульство)
- Афины (посольство)
- Копенгаген (посольство)
- Мадрид (посольство)
- Рим (посольство)
  - Милан (генеральное консульство)
- Скопье (посольство)
- Осло (посольство)
- Варшава (посольство)
- Бухарест (посольство)
- Москва (посольство)
- Любляна (посольство)
- Белград (посольство)
- Будапешт (посольство)
- Париж (посольство)
- Гаага (посольство)
- Загреб (посольство)
- Подгорица (посольство)
- Прага (посольство)
- Берн (посольство)
- Стокгольм (посольство)

## Северная Америка
- Оттава (посольство)
- США Вашингтон (посольство)
  - Чикаго (генеральное консульство)

## Африка
- Каир (посольство)
- Триполи (посольство)

## Азия
- Тель-Авив (посольство)
- Нью-Дели (посольство)
- Джакарта (посольство)
- Тегеран (посольство)
- Амман (посольство)
- Доха (посольство)
- Пекин (посольство)
- Эль-Кувейт (посольство)
- Куала-Лумпур (посольство)
- ОАЭ Абу-Даби (посольство)
- Исламабад (посольство)
- Эр-Рияд (посольство)
- Анкара (посольство)
  - Стамбул (генеральное консульство)
- Токио (посоль

ство)

## Океания
- Канберра (посольство)

## Международные организации
- - Брюссель — постоянная миссия при ЕС
  - Вена — постоянная миссия при учреждениях ООН
  - Женева — постоянная миссия при учреждениях ООН
  - Нью-Йорк — постоянная миссия при ООН
  - Париж — постоянная миссия при ЮНЕСКО
  - Рим — постоянная миссия при ФАО